# Euxoa splendida
Euxoa splendida är en fjärilsart som beskrevs av Turati 1911. Euxoa splendida ingår i släktet Euxoa och familjen nattflyn. Inga underarter finns listade i Catalogue of Life.